# Manuel Martínez Lara
Manuel Martínez Lara, detto Manolo (Bigastro, 15 giugno 1980), è un ex calciatore spagnolo, di ruolo centrocampista.

## Carriera

### Club
Debutta nel 1999 con la maglia dell'Hércules, con cui resta fino al 2003, anno in cui viene ceduto al Gimnàstic. Nel 2006 si trasferisce al Tenerife, squadra di cui è stato capitano.